# سارا موراس
سارا موراس (انگلیسی: Sarah Moras؛ زادهٔ ۳۰ آوریل ۱۹۸۸) ورزشکار هنرهای رزمی ترکیبی اهل کانادا است. وی از سال ۲۰۱۰ میلادی تاکنون مشغول فعالیت بوده‌است.